# Estácio de Sá
Estácio de Sá   (Santarém, c. 1520 - Rio de Janeiro, 1567) va ser un militar i conquistador portuguès, fundador de la ciutat de Rio de Janeiro i primer governador-general de la Capitania de Rio de Janeiro, i conegut principalment per haver expulsat els colons francesos de la França Antàrtica.

## Biografia
Era fill de Gonçalo Correia i la seva primera esposa, Filipa de Sá. Els seus germans eren Salvador Correia de Sá (que va ser igualment governador de Rio de Janeiro) i Francisco da Sá. Estácio da Sá era nebot de Mem de Sá, i va arribar a Salvador l'any 1563, amb l'ordre d'expulsar els francesos que vivien encara a la colònia de França Antàrtica situada a la badia de Guanabara i de fundar en aquest lloc una ciutat sota bandera portuguesa.
Per les dificultats al començament de la colonització, no és fins a l'any 1565, amb reforços vinguts de la Capitania de São Vicente i amb el suport dels jesuïtes, que aconsegueix reunir una força d'atac que li permet complir la seva missió.
L'1 de març de 1565 va fundar la ciutat de São Sebastião do Rio de Janeiro, sobre un terreny pla entre el morro Cara de Cão i el Pão de Açúcar.
Va combatre els francesos i els seus aliats indígenes durant dos anys. El 20 de gener de 1567, amb l'arribada d'una esquadra comandada per Cristóvão de Barros i de reforços indígenes comandats pel seu oncle Mem de Sá (els indígenes havien estat mobilitzats pels jesuïtes José de Anchieta i Manuel da Nóbrega), van començar els combats d'Uruçu-mirim (actualment, platja de Flamengo) i Paranapuã (actual Ilha do Governador).
Greument ferit per una fletxa que li va travessar un ull el 20 de gener, va morir el 20 de febrer a conseqüència de les seves ferides.